# Agabus sturmii
Agabus sturmii är en skalbaggsart som först beskrevs av Leonard Gyllenhaal 1808.  Agabus sturmii ingår i släktet Agabus och familjen dykare. Arten är reproducerande i Sverige. Inga underarter finns listade i Catalogue of Life.

## Bildgalleri

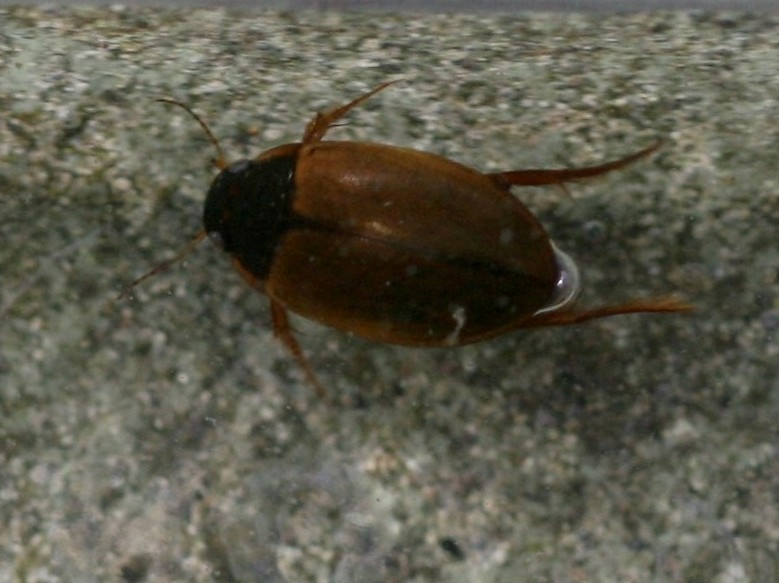
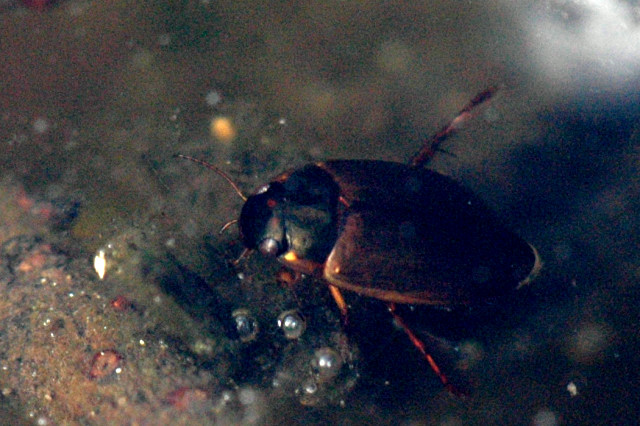
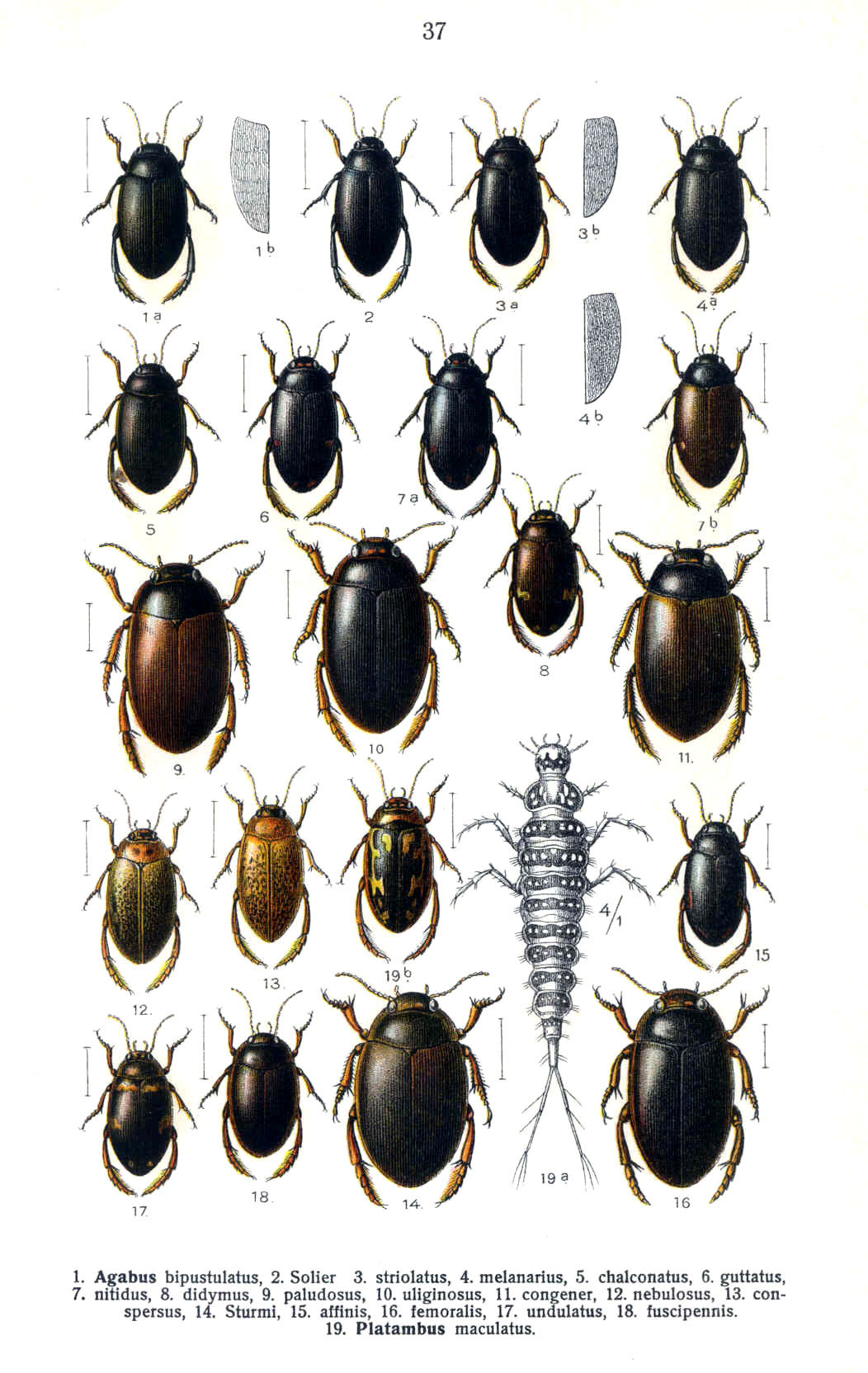
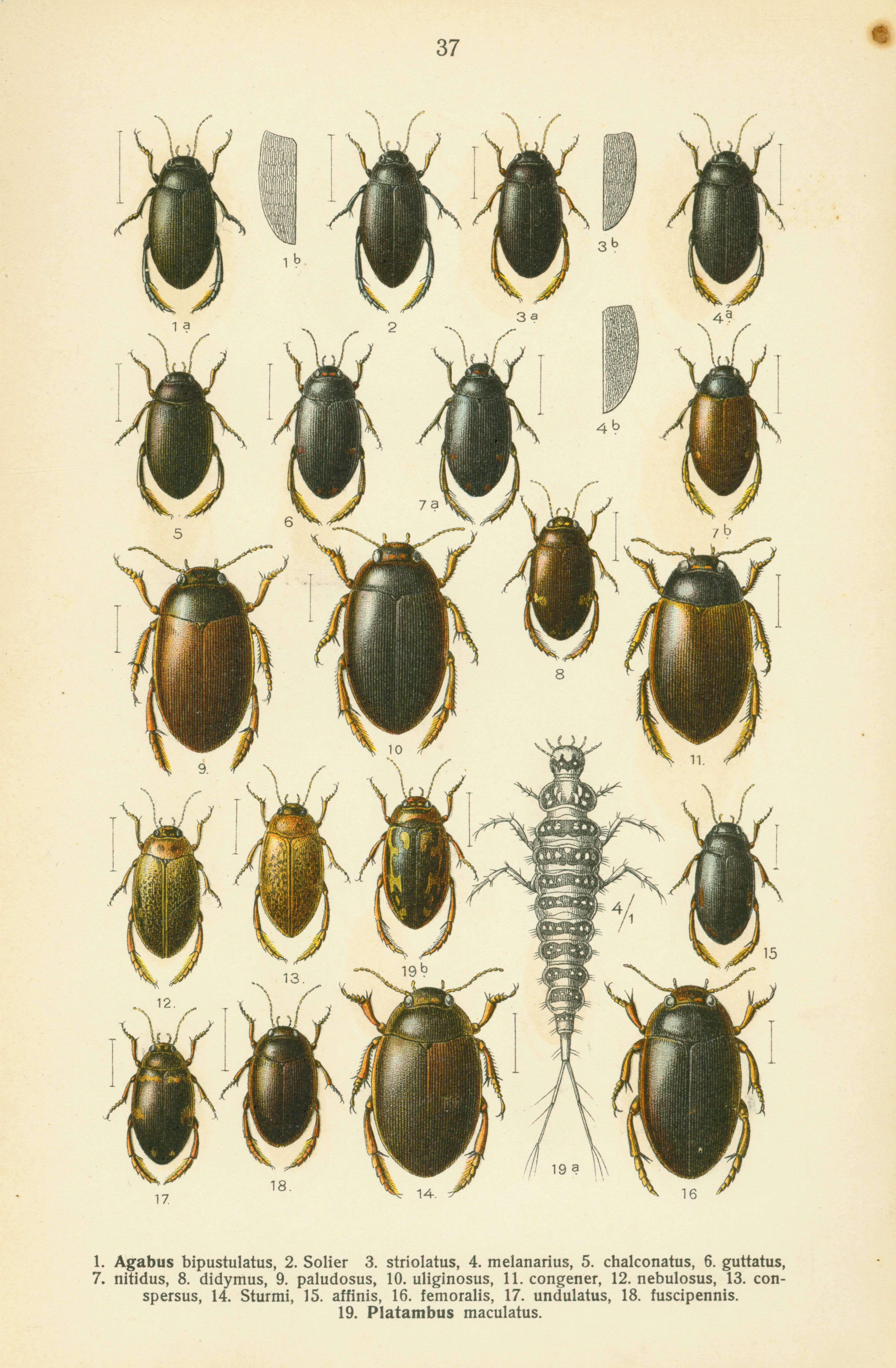